# Tristan Tafel
Tristan Tafel (ur. 26 lutego 1990) – kanadyjski narciarz dowolny, specjalizujący się w konkurencji skicross. Nie startował nigdy na igrzyskach olimpijskich i w mistrzostwach świata. Najlepsze wyniki w Pucharze Świata, osiągnął w sezonie 2011/2012, kiedy to zajął 45. miejsce w klasyfikacji generalnej, a w klasyfikacji skicrossu był 15.

## Sukcesy

### Puchar Świata

#### Miejsca w klasyfikacji generalnej
- 2011/2012 – 45.
- 2012/2013 –

#### Zwycięstwa w zawodach
1. Bischofswiesen – 25 lutego 2012 (Skicross)

#### Pozostałe miejsca na podium w zawodach
1. Grasgehren – 3 lutego 2013 (Skicross) – 2. miejsce